# Adam Daghim
Adam Daghim (Vanløse, 28 settembre 2005) è un calciatore danese, attaccante del Salisburgo.

## Carriera

### Club
Daghim è cresciuto nel settore giovanile dell'Aarhus, con cui ha debuttato il 3 aprile 2022 nell'incontro di Superligaen pareggiato 0-0 contro il Vejle; il giorno successivo ha firmato il suo primo contratto professionistico.
Il 30 agosto 2023 è stato acquistato a titolo definitivo dal Salisburgo, che lo ha assegnato alla propria seconda squadra. Ha fatto il suo esordio in Bundesliga il 9 febbraio 2024 contro lo Sturm Graz, ed a partire dalla stagione successiva è stato definitivamente promosso in prima squadra.

### Nazionale
Ha giocato con le nazionali giovanili danesi Under-18, Under-19 ed Under-21.

## Statistiche

### Presenze e reti nei club
Statistiche aggiornate al 10 agosto 2025.
| Stagione          | Squadra           | Campionato        | Campionato | Campionato | Coppe nazionali | Coppe nazionali | Coppe nazionali | Coppe continentali | Coppe continentali | Coppe continentali | Altre coppe | Altre coppe | Altre coppe | Totale | Totale | Totale |
| Stagione          | Squadra           | Comp              | Pres       | Reti       | Comp            | Pres            | Reti            | Comp               | Pres               | Reti               | Comp        | Pres        | Reti        | Pres   | Reti   |        |
| ----------------- | ----------------- | ----------------- | ---------- | ---------- | --------------- | --------------- | --------------- | ------------------ | ------------------ | ------------------ | ----------- | ----------- | ----------- | ------ | ------ | ------ |
| 2021-2022         | Aarhus            | SL                | 3          | 0          | CD              | 0               | 0               | -                  | -                  | -                  | -           | -           | -           | 3      | 0      |        |
| 2022-2023         | Aarhus            | SL                | 1+2        | 0          | CD              | 1               | 0               | -                  | -                  | -                  | -           | -           | -           | 4      | 0      |        |
| lug.-ago. 2023    | Aarhus            | SL                | 3          | 0          | CD              | 0               | 0               | UECL               | 1                  | 0                  | -           | -           | -           | 4      | 0      |        |
| Totale Aarhus     | Totale Aarhus     | Totale Aarhus     | 7+2        | 0          |                 | 1               | 0               |                    | 1                  | 0                  |             | -           | -           | 11     | 0      |        |
| 2023-2024         | Liefering         | 2L                | 22         | 6          | -               | -               | -               | -                  | -                  | -                  | -           | -           | -           | 22     | 6      |        |
| 2023-2024         | Salisburgo        | BL                | 1          | 0          | CA              | 0               | 0               | -                  | -                  | -                  | -           | -           | -           | 1      | 0      |        |
| 2024-2025         | Salisburgo        | BL                | 29         | 2          | CA              | 4               | 2               | UCL                | 11                 | 2                  | Cmc         | 3           | 0           | 47     | 6      |        |
| 2025-2026         | Salisburgo        | BL                | 1          | 0          | CA              | 1               | 0               | UCL                | 3                  | 0                  | -           | -           | -           | 5      | 0      |        |
| Totale Salisburgo | Totale Salisburgo | Totale Salisburgo | 31         | 2          |                 | 5               | 2               |                    | 14                 | 2                  |             | 3           | 0           | 53     | 6      |        |
| Totale carriera   | Totale carriera   | Totale carriera   | 62         | 8          |                 | 6               | 2               |                    | 15                 | 2                  |             | 3           | 0           | 86     | 12     |        |